# Alloscelus longipilis
Alloscelus longipilis är en skalbaggsart som beskrevs av Frey 1960. Alloscelus longipilis ingår i släktet Alloscelus och familjen bladhorningar. Inga underarter finns listade i Catalogue of Life.